# Morelia, Altamirano
Morelia är en ort i Mexiko.   Den ligger i kommunen Altamirano och delstaten Chiapas, i den sydöstra delen av landet, 800 km öster om huvudstaden Mexico City. Morelia ligger 1 258 meter över havet och antalet invånare är 1 156.
Terrängen runt Morelia är huvudsakligen kuperad, men västerut är den platt. Runt Morelia är det ganska glesbefolkat, med 30 invånare per kvadratkilometer. Närmaste större samhälle är Veinte de Noviembre, 16,7 km sydväst om Morelia. I omgivningarna runt Morelia växer i huvudsak städsegrön lövskog.